# Скорупка, Игнаций

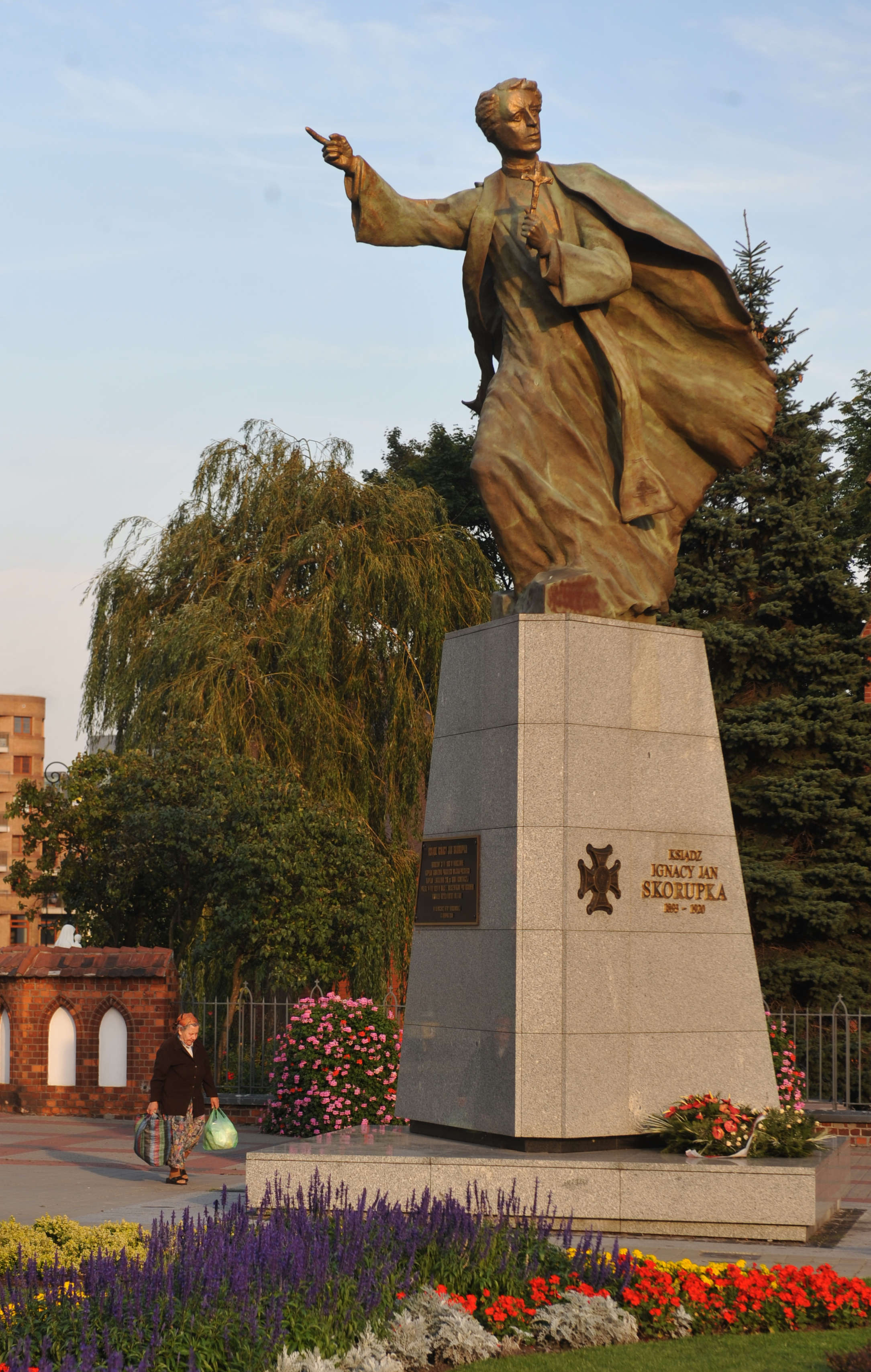
Памятник подвигу Скорупки в Варшаве

Игнаций Ян Скорупка (пол. Ignacy Jan Skorupka; 31 июля 1893, Варшава, Привислинский край, Россия — 14 августа 1920, Оссов, Польша) — католический священник, капеллан Войска Польского.
В 1916 окончил духовную семинарию в Санкт-Петербурге. Занимался пастырской деятельностью на территории России. В 1918 вернулся в Польшу. В 1920 году добровольно отправился на советско-польскую войну в качестве капеллана 36-го пехотного полка. Погиб 14 августа 1920 года во время битвы под Оссовом.
Согласно популярной легенде, повёл войска в атаку на позиции большевиков с поднятым крестом.
В 2010 году был посмертно награждён орденом Белого орла.